# Delta insulare
Delta insulare är en stekelart som först beskrevs av Smith 1857.  Delta insulare ingår i släktet Delta och familjen Eumenidae. Inga underarter finns listade i Catalogue of Life.